# レッツ バリボー!
『レッツ バリボー!』は、小坂理絵作の漫画作品。「なかよし」（講談社）1995年2･3･4月号に発表。小坂にとって初の「なかよし」本誌連載作品である。
作者が中学時代にかじったことがあったバレーボールを物笑いの種にしたものだった。また、3回連載だったとはいえ、連載当初から主人公が高校生だったのは、実は「なかよし」では異例だった。

## あらすじ
一目ぼれした男に告白した桜井なみほ。ところがその加賀谷という男は、「バレーボールを止めるならつきあってもいい」と告げた。そこでバレーボールから足を洗う決意をしたなみほは、妙に熱心に練習に励む。そんな折にレギュラーの一人が転校することになったことで、なみほはレギュラーに昇格してしまい、バレーから足を洗って男とつきあうどころではなくなってしまうのだった。

## 単行本
講談社コミックスなかよしから全1巻。表題作のほかに読み切り作品2作を収録。
レッツ バリボー! – 1998年3月6日発売 ISBN 4-06-178883-3
- 第1話 バレーやめます!
- 第2話 魔球かもしれない
- 第3話 勝手に勝利宣言!
- あるバレー部のムボーな賭（なかよし1994年4月号増刊 なかぞう 掲載）
- リクツじゃないの（なかよし1991年11月号 掲載）

## 備考
1. ↑  当時の「なかよし」の大看板作品『美少女戦士セーラームーン』や、『セーラームーン』以前の看板作品のひとつだった『ミラクル☆ガールズ』は、主人公はもともとは中学生で、途中から高校に進学、という形をとっていた